# 소니아 밸모어스
소니아 밸모레스(영어: Sonya Balmores, 1986년 4월 1일 ~ )는 미국의 배우, 모델, 서퍼이다. 하와이주 칼라헤오 출신으로 미스 틴 USA에 출전하여 하와이 지역 결선에서 우승하였다. 마블 코믹스 원작 ABC 드라마 《인휴먼스》(2017)에 출연하였다.

## 출연 작품

### 영화
- 소울 서퍼 (2011)

### 텔레비전
- 인휴먼스 (2017)